# Mahmoud Archane
Mahmoud Archane est un ancien commissaire de police marocain, né en 1939 à Tiflet, reconverti en politique depuis sa retraite en 1984, il est le fondateur en 1996 du Mouvement démocratique et social (MDS), un parti politique issu d'une scission du Mouvement national populaire (MNP).

## Biographie
Mahmoud Archane est impliqué dans plusieurs affaires de torture. En effet, lors des années de plomb au Maroc, il fut chef du service régional de police au commissariat de Derb Moulay Cherif (Casablanca), un lieu de détention des opposants au régime de l'époque.
Son nom figure sur une liste d'une trentaine de personnalités accusées notamment en 2001 par l'Association marocaine des droits humains (AMDH) d'avoir personnellement participé à des arrestations arbitraires et des actes de torture.
En 2006, lors de la fusion des partis issus de la mouvance populaire avec le Mouvement populaire, Mahmoud Archane a refusé que son parti le MDS en fasse partie, bien qu'il soit lui aussi issu d'une scission du Mouvement national populaire en 1996.
Il est conseiller au sein de la chambre haute du Parlement marocain. 
Il est membre du groupe d'amitié France-Maroc. En juin 2018, il reçoit la médaille d'or du Sénat français des mains du sénateur français LR Christian Cambon, président du groupe d'amitié France-Maroc et  président de la commission des Affaires étrangères et de la Défense au Sénat. De nombreuses personnalités et organisations marocaines, dont l'Association marocaine des droits humains, se sont insurgées de cette médaille, du fait de ses implications passées dans des actes de torture selon elles.